# Maison du receveur des douanes
La maison du receveur des douanes est un bâtiment situé à Saint-Laurent-du-Maroni dans le département de la Guyane en France. 

## Historique
Cet ensemble situé au bord du fleuve est construit autour d’un jardin à la française. En ossature de bois, remplissage brique, elle est initialement composée d’un bâtiment principal et de dépendances. Elle bénéficie de réparations en 1895, lors de l’inspection de l’ingénieur des travaux publics Fontainelles. L’ensemble de la maison est dans un état de dégradation avancée, la maison ayant été partiellement incendiée à l’étage. La structure en pan de bois est très endommagée. 
Cette habitation est inscrite aux monuments historiques en 2016.
Elle est retenue pour bénéficier du loto du patrimoine en mai 2018. Sa restauration démarre avec un budget de 1,2 million d'euros. La reconstruction d'annexes disparues est prévue. La ville choisit en 2021 de transformer le lieu en restaurant gastronomique après la fin de sa restauration.
Les fouilles menées par l'Institut national de recherches archéologiques préventives (Inrap) sur la parcelle de la maison historique ont mis au jour des vestiges de la période précolombienne (900 à 1400 ap-J.C.), et a mené à la première fouille d'un puits historique dans le pays.